# LG-Baureihe P5
Die LG-Baureihe P5 war eine schmalspurige Schlepptenderlokomotive der Litauischen Staatsbahn Lietuvos geležinkeliai (LG) mit der Achsfolge E und einer Spurweite von 750 Millimetern. Die Lokomotiven wurden 1934 von Škoda in Plzeň entwickelt und gebaut. Sie zählten zu den leistungsfähigsten Dampflokomotiven in dieser Spurweite.

## Geschichte
Die Baureihe P5 gehört zu den wenigen Triebfahrzeug-Neubeschaffungen der LG in der Zeit zwischen dem Beginn der litauischen Unabhängigkeit 1918 und der sowjetischen Okkupation Litauens im Jahr 1940.
Neben ihrem Streckennetz in europäischer Normalspur von 1.435 Millimetern betrieb die LG auch ein umfangreiches Schmalspurnetz mit 750 mm Spurweite im Nordosten Litauens, das 1929 125 Kilometer lang war. In den 1930er Jahren wurden Pläne für ein umfangreiches Netz in dieser Spurweite mit insgesamt 860 Kilometer Netzlänge entwickelt, teilweise als Neubau, teilweise als Umbau aus bestehenden Schmalspurbahnen mit 600 mm Spurweite. Als erste Strecke wurde 1935 die Strecke von Biržai nach Šiauliai umgespurt. Es folgte die Umspurung der Strecke von Žeimeliai nach Joniškis. 1938 entstand eine Neubaustrecke von Joniškėlis nach Panevėžys, wo Anschluss an die bereits in den Jahren 1892 bis 1894 erbaute 750-mm-Strecke nach Švenčionėliai bestand. Damit besaß die LG 1939, im letzten vollständigen Jahr der Unabhängigkeit, insgesamt 284 km Strecken mit 750 mm Spurweite. Für diese Strecken beschaffte die LG neue Lokomotiven, da die bisherigen Fahrzeuge nicht mehr ausreichten. Insgesamt wurden neben verschiedenen Triebwagen 10 neue Dampfloks beschafft. Lieferant war die tschechische Firma Škoda, die in der Zeit der ersten litauischen Unabhängigkeit „Hauslieferant“ der LG war und mit wenigen Ausnahmen alle in diesem Zeitraum beschafften Dampfloks lieferte. Die Baureihe P5 wurde bereits 1934 geliefert, die Mikado-Loks der Baureihe P4 kamen erst 1939 zur LG.
Die fünf Loks der Reihe P5 mit den Betriebsnummern 51 bis 55 und den Škoda-Fabriknummern 794-798 waren für eine Höchstgeschwindigkeit von 40 km/h zugelassen und für Schmalspurloks sehr leistungsfähig. Bei Versuchsfahrten bewältigten sie Züge mit bis zu 450 Tonnen auf einer Steigung von 1 zu 200 noch mit 36 km/h. Sie kamen vorwiegend auf den neugebauten bzw. umgespurten Strecken rund um Panevėžys zum Einsatz. Charakteristisch für die mit Holz gefeuerten Heißdampf-Lokomotiven waren der Außenrahmen und außerhalb des Rahmens liegende Gegengewichte. Eine Besonderheit der Reihe P5 war ihre Finanzierung. Da die LG in der Zeit der ersten Unabhängigkeit Litauens unter erheblichen Finanzierungsproblemen litt, wurden die fünf Loks in Naturalien bezahlt – Litauen lieferte als Bezahlung Gänse, damals eines der wichtigsten Exportgüter des Landes. Wie viele Gänse den Gegenwert einer Lokomotive ausmachten, ist nicht dokumentiert.
Inwieweit die Škoda-Loks nach dem Zweiten Weltkrieg noch auf den litauischen Strecken eingesetzt wurden, ist unklar. Erhalten blieb keine der Lokomotiven.